# Peter „Cel Negru”
Peter „Cel Negru” (în engleză The Adventure of Black Peter) este una dintre cele 56 povestiri scurte cu Sherlock Holmes ale lui Sir Arthur Conan Doyle și a șasea povestire din volumul Întoarcerea lui Sherlock Holmes.
Povestirea a fost publicată în hebdomadarul american Collier's Weekly din 27 februarie 1904 și în revista Strand Magazine din martie 1904, cu ilustrații de Sidney Paget, iar ulterior în volumul "Întoarcerea lui Sherlock Holmes" (în engleză The Return of Sherlock Holmes) editat la 7 martie 1905 de George Newnes Ltd din Anglia. 

## Rezumat

### Misterul inițial

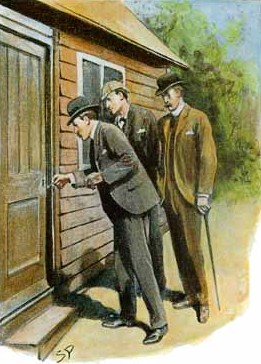
Holmes, Hopkins şi Watson, descoperind că încuietoarea cabanei a fost forţată fără succes

Căpitanul Peter Carey, poreclit „Peter cel Negru” din cauza tenului său negricios, a barbei impunătoare și mai ales a caracterului său deosebit de violent, a fost găsit mort într-o cabană de lemn pe care și-o construise pe terenul proprietății sale. Trupul său era țintuit cu un harpon în perete, cu ferocitate. Inspectorul Stanley Hopkins nu reușește să rezolve cazul singur, în ciuda aprecierei pe care i-o poartă Sherlock Holmes din cauza rigorii sale analitice. Hopkins vine la locuința lui Holmes pentru a solicita ajutorul detectivului.
Victima, Peter Carey, avea vârsta de 50 de ani și fusese căpitan pe baleniera "Sea Unicorn" din Dundee; el era considerat un om foarte periculos, mai ales când era beat. El a avut o reputație de a fi violent, fiind adus în fața tribunalului după ce odată l-a agresat cu violență pe vicarul local. El s-a retras în 1884 din activitatea de marinar și după ce a călătorit câțiva ani, a cumpărat cu șase ani în urmă un mic domeniu numit Woodman's Lee, lângă Forest Row, în comitatul Sussex. Soția sa și fiica sa trăiseră o viață de chin alături de el, fiind bătute adeseori și scoase afară din casă în timpul nopții. Căpitanul Carey își construise la câteva sute de metri de casă o cabană din lemn, unde dormea în fiecare noapte și pe care și-o decorase ca să arate ca o cabină de marinar de pe o navă. El nu lăsa pe nimeni să intre acolo.
Hopkins îi comunică lui Holmes câteva elemente pe care le descoperise atunci când a inspectat cabana. Un săculeț cu tutun făcut din piele de focă și care avea pe el inițialele "P.C." a fost găsit la locul crimei; acest lucru era curios pentru că Peter Carey fuma foarte rar și nicio pipă nu a fost găsită în cabană. Mai mult decât atât, un carnet pătat de sânge a fost găsit pe podea; pe prima pagină erau scrise inițialele JHN și anul 1883. Pe acest carnet erau notate litere asemănătoare codurilor purtate de acțiunile companiilor bursiere. 
Un zidar pe nume Slater a afirmat că a văzut prin fereastra de la cabană, cu două zile înainte de crimă, silueta unui om cu barbă, care nu era Peter Carey. A doua zi, căpitanul a fost într-o dispoziție foarte proastă și se plimba beat de colo-colo prin casă. În dimineața următoare, pe la ora 2, fiica marinarului a auzit un strigăt groaznic venit din direcția cabanei, dar l-a ignorat pentru că tatăl ei urla adeseori atunci când era beat. A doua zi, la ora 7, una din slujnice a găsit deschisă ușa cabanei, dar s-a temut să intre. Crima a fost descoperită abia la amiază, atunci când cineva a avut suficient curaj pentru a intra în cabană. 
La momentul morții, Carey era complet îmbrăcat, ceea ce sugera faptul că el se aștepta la o vizită, acest lucru fiind confirmat de existența unei sticle cu rom și a două pahare murdare pe masă. Căpitanul avea și sticle cu brandy și whisky, dar acestea nu fuseseră atinse. La picioarele mortului se afla un cuțit în teacă, iar doamna Carey le-a identificat ca aparținând soțului ei.

### Rezolvare
Deplasându-se la locul crimei, Holmes, Hopkins și Watson descoperă imediat că încuietoarea de la cabană fusese forțată, cineva încercâns să intre înăuntru în noaptea trecută, dar fără succes. Holmes crede că spărgătorul va încerca probabil din nou după căderea nopții, aducând de data aceasta o unealtă mai bună pentru a forța încuietoarea. După examinarea interiorului cabanei, detectivul observă, din cauza lipsei prafului, că a fost luat ceva dintr-un raft, o carte sau, eventual, o cutie.

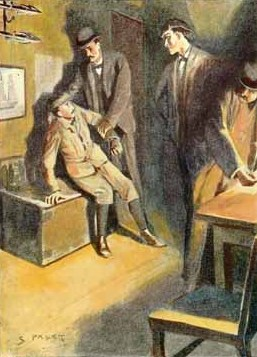
John Hopley Neligan, descoperit în cabana lui Peter cel Negru.

După căderea serii, cei trei oameni se ascund în tufișurile din jurul casei și așteaptă venirea spărgătorului. Acesta sosește pe la ora 2 dimineața, sparge încuietoarea și intră în cabană de unde ia unul dintre vechile jurnale de bord vechi ale lui Carey, fiind foarte furios atunci când constată că informațiile pe care le căuta lipsesc, din jurnal fiind rupte câteva pagini. Când intrusul se pregătea să iasă din cabană, Hopkins pune mâna pe el și-l prinde. 
Prins asupra faptului, intrusul, într-o stare de mare panică, afirmă că nu a avut niciun rol în moartea marinarului. El se prezintă ca fiind John Hopley Neligan, fiul unui bancher care dispăruse în august 1883 în timp ce se deplasa cu un iaht către Norvegia, având la el mai multe acțiuni. Tânărul credea că tatăl său murise pe mare, dar, în urmă cu câtva timp, a descoperit că anumite titluri financiare luate de tatăl său cu el reapăruseră pe piețele bursiere. Făcând o serie de cercetări, a aflat că Peter Carey era cel care le vindea. El crede că iahtul tatălui său a fost dus de vânt la nord la Marea Nordului și s-a întâlnit cu baleniera condusă de Carey. Presupunând că fostul căpitan știa ceva despre dispariția tatălui său, John s-a dus să-l vadă pe fostul marinar în noaptea crimei, dar l-a găsit pe acesta asasinat și s-a speriat. El și-a pierdut atunci carnețelul în care erau trecute acțiunile luate de tatăl său în 1883. Tânărul s-a întors pentru a citi în jurnalul de bord dacă erau mențiuni cu privire la misterul morții tatălui său, dar paginile din cea perioadă fuseseră rupte. 
Stanley Hopkins îl consideră vinovat de crimă pe John Hopley Neligan și-l arestează. Holmes nu este totuși convins de vinovăția lui John Hopley Neligan. Detectivul a remarcat că pentru a înfige un harpon în pieptul unui om este necesară o forță fizică excepțională, pe care John pare să nu o aibă.
Holmes, care reflectase la acest caz înainte de a fi contactat de Hopkins, convocase mai mulți harponieri într-o dimineață la 221B Baker Street, dându-se drept un căpitan de navă pe nume Basil. Trei aspiranți la acest post se prezintă, iar ultimul corespundea profilului descris de zidar al omului văzut în cabană cu două zile înainte de crimă. În timp ce nou venitul semna un contract de angajare pentru a face parte din expediție, Holmes îi pune cătușele prin surprindere și îl imobilizează, cu ajutorul lui Watson și Hopkins. 
Harponierul, pe nume Patrick Cairns, își mărturisește crima. El explică faptul că făcuse parte dintr-o expediție condusă de Peter cel Negru în 1883 la bordul balenierei Sea Unicorn. Pe când nava lor se afla în largul insulelor Shetland, ei au descoperit o ambarcațiune mică care fusese împinsă spre nord de furtună și l-au salvat pe bancherul Neligan, rămas la bord după ce echipajul plecase într-o barcă de salvare spre coasta Norvegiei. Aflând că bancherul transporta titluri financiare de o anumită valoare, Peter cel Negru a decis să-l arunce pe acesta peste bord și să păstreze acțiunile pentru el, astfel putând fi explicată retragerea sa din activitate în anul următor. Harponierul fusese însă martor la crimă. Abia în 1895, Patrick Cairns a reușit să-l găsească pe Peter cel Negru, cerându-i să-i dea bani în schimbul tăcerii sale cu privire la crima comisă în 1883. Arătându-se înțelegător în prima seară, Peter cel Negru a devenit mai agresiv peste două zile, scoțând cuțitul. Patrick Cairns a luat rapid un harpon care se afla în cabană și a străpuns cu el trupul fostului său căpitan, după care a luat cutia de tablă unde erau păstrate titlurile de valoare. Plecând, Patrick Cairns își uitase săculețul său cu tutun care purta inițiale identice cu cele ale lui Peter Carey. La puțin timp după plecarea lui Cairns, John Hopley Neligan a sosit și l-a găsit pe Peter cel Negru înfipt în perete de un harpon. Cutia de tablă va fi înmânată în cele din urmă lui Hopkins, iar Patrick Cairns va fi judecat.
Holmes explică faptul că el a crezut de la început că ucigașul trebuia să fie un marinar, fost camarad de-al lui Carey. Indicii în acest sens erau forța și priceperea în aruncarea harponului, săculețul cu tutun uitat (care nu putea să aparțină unei persoane care fuma rar), precum și faptul că a băut rom (în loc să bea whisky sau brandy), băutură consumată de marinari. El a scris la Dundee pentru a afla numele membrilor echipajului balenierei "Sea Unicorn" din 1883, aflând că printre marinari se afla și un anumit Patrick Cairns. Detectivul bănuia că acesta ar dori să părăsească țara pentru un timp și de aceea s-a dat derpt căpitan și a lansat oferte tentante pentru vânătorii harponieri.

## Personaje
- Sherlock Holmes
- doctorul Watson
- Stanley Hopkins - inspector la Scotland Yard
- Peter Carey „cel Negru” - fost căpitan al balenierei „Sea Unicorn”
- John Hopley Neligan - fiul bancherului Neligan
- Patrick Cairns - fost vânător de balene pe „Sea Unicorn”

## Comentariu
Reprezentarea lui Patrick Cairns ca fiind ademenit pe strada Baker și încătușat, el luptându-se cu înverșunare și fiind imobilizat cu dificultate de mai multe persoane, este identică, în aproape toate detaliile, cu capturarea lui Jefferson Hope în Un studiu în roșu.
Forest Row, locul crimei, este un loc real aflat la sud-est de East Grinstead. El se află la numai 11 km de Crowborough, unde Arthur Conan Doyle a locuit timp de mai mulți ani.

## Aluzii la alte anchete
La începutul povestirii, Watson rezumă investigațiile desfășurate de Holmes în cursul anului 1895. El evocă "o curioasă și absurdă succesiune de cazuri" pe care Holmes le-a investigat în acest an și menționează îndeosebi "celebra sa investigație asupra morții subite a cardinalului Tosca" (la cererea papei) și "arestarea lui Wilson, infamul dresor de canari". Aceste două cazuri inedite l-au precedat pe cel al lui Peter „cel Negru” și au avut loc deci în perioada ianuarie - iulie 1895.

## Adaptări teatrale și cinematografice
Această povestire a servit ca sursă de inspirație pentru al 30-lea film cu Sherlock Holmes (filmat în 1922) din seria de filme mute cu Eille Norwood.
O nouă adaptare a fost realizată pentru un episod din 1968 al serialului BBC cu Peter Cushing în rolul lui Sherlock Holmes.  Episodul este acum pierdut.

## Traduceri în limba română
- Peter „Cel Negru” - în volumul "Aventurile lui Sherlock Holmes. Vol. III" (Colecția Adevărul, București, 2010) - traducere de Silvia Stan
- Peter „Cel Negru” - în volumul "Aventurile lui Sherlock Holmes. Vol. III" (Colecția Adevărul, București, 2011) - traducere de Silvia Stan